# Nagyszokoly
Nagyszokoly is een plaats (község) en gemeente in het Hongaarse comitaat Tolna. Nagyszokoly telt 984 inwoners (2001).